# Carmen LoBue
Carmen LoBue é uma pessoa não binária cineasta, que escreve para teatro e cinema e que actua.

## Carreira
LoBue recebeu uma nomeação da Paper Mag como uma das "100 pessoas que estão a assumir o controlo de 2019". LoBue teve destaque num artigo da revista de artes cénicas Playbill intitulado "Pessoas queer negras dramaturgas a conhecer e apoiar". LoBue recebeu amplos elogios pela realização da curta-metragem premiada Pink and Blue, que se focou em pais transgénero racializados, representando identidades raramente apresentadas no cinema. Em 2022, LoBue foi finalista do Prémio dos Fundadores da New York Stage and Film.
Nesse mesmo ano, também realizou a minissérie A Girl Like Me 2 para o canal canadiano OUTtv.
Em 2023, o canal televisivo canadiano considerou LoBue como parte da lista de "10 Jovens Celebridades transgénero negras e não binárias cujas carreiras estão em ascensão". LoBue actuou na terceira temporada de The L Word: Generation Q como Dre, aparecendo em cinco episódios. Dre foi a primeira personagem não binária a aparecer no universo da série.

## Vida pessoal
LoBue é de origem Afro - Filipinx e queer.
LoBue é sobrevivente de violência sexual e usou o cinema e a construção de comunidades com outras pessoas queer negras para se curar de traumas.

## Produções
| Título                                 | Ano  | Local                                               | Fonte  |
| -------------------------------------- | ---- | --------------------------------------------------- | ------ |
| Splinters                              | 2014 | Festival de Cinema Gay e Lésbico de Miami           | [ 16 ] |
| HERassment                             | 2018 | The Legacy Lab                                      | [ 17 ] |
| Cheer Up Charlie                       | 2019 | Hollyshorts                                         | [ 18 ] |
| O, Ryan                                | 2019 | Letterboxd                                          | [ 19 ] |
| Will You... Hold My Hair Back?         | 2020 | Pride Plays                                         | [ 20 ] |
| Pink and Blue                          | 2021 | Festival Internacional de Cinema Asiático-Americano | [ 9 ]  |
| Your Attention Please: Tao Leigh Goffe | 2022 | Hulu                                                | [ 21 ] |

| Título                   | Ano         | Rede     | Fonte  |
| ------------------------ | ----------- | -------- | ------ |
| The L Word: Generation Q | 2022 – 2023 | Showtime | [ 12 ] |
| A Girl Like Me 2         | 2022        | OUTtv    | [ 11 ] |